# Limelight

Luz de escenario.

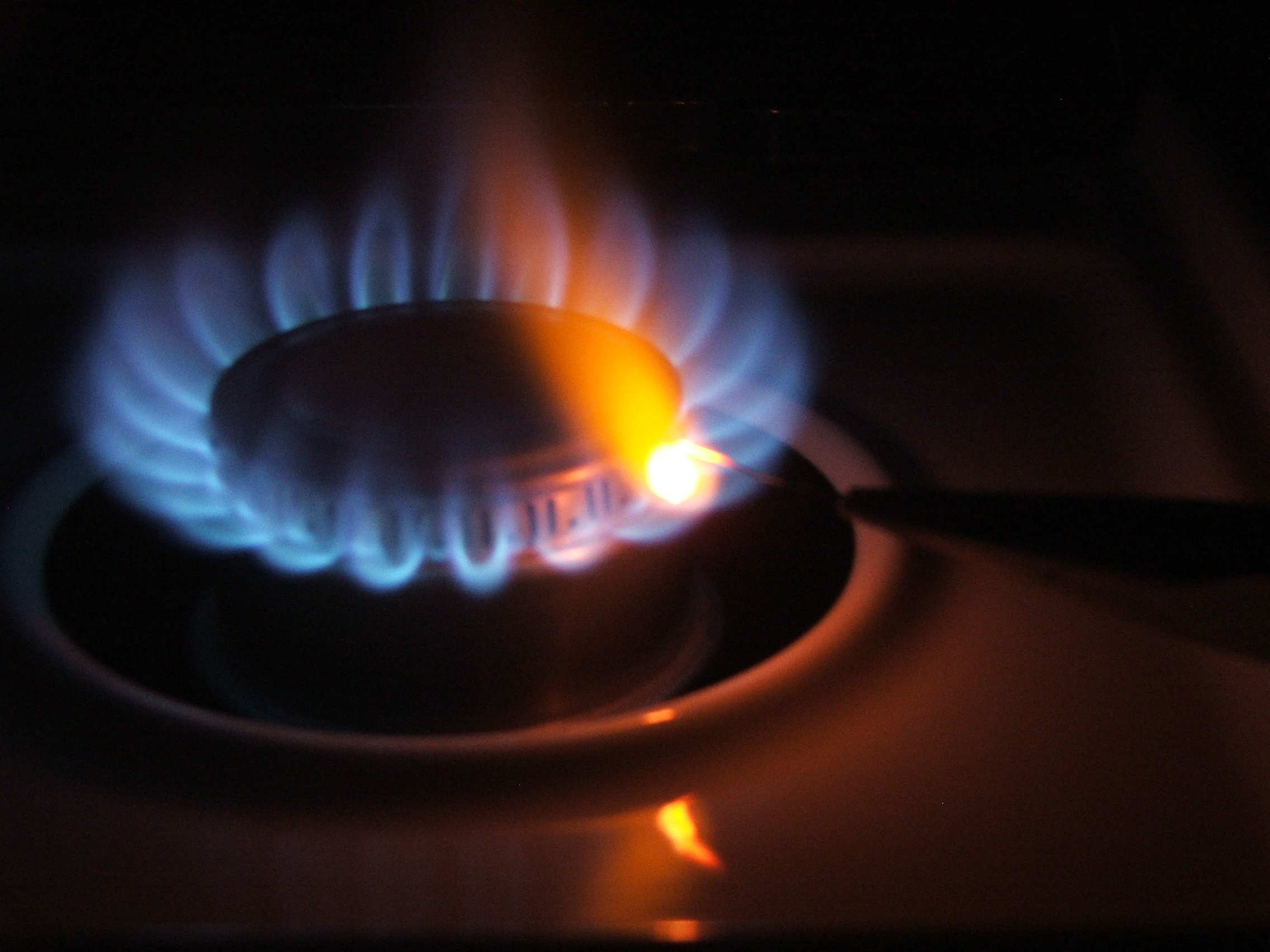
Una luz de calcio casera creada al calentar hidróxido de calcio (cal apagada) en una hornalla. La misma no es tan brillante como una auténtica luz de calcio.

El  limelight,  también conocido como luz de calcio o luz de Drummond, es un tipo de luz de escenario que se utilizó en teatros y music halls en el siglo XIX. Funciona cuando una llama de oxihidrógeno se proyecta sobre una malla cilíndrica de cal viva (óxido de calcio), que puede llegar a 2.572 Cº antes de fundirse, genera una iluminación de alta intensidad. La luz se produce por una combinación de incandescencia y candoluminiscencia. Aunque ya hace mucho tiempo que se sustituyó por el arco eléctrico, el término ha sobrevivido en Inglaterra: cuando alguien es un personaje público famoso, se dice que está in the limelight (cuyo equivalente en el lenguaje español es en el «candelero», es decir en el foco de atención).

## Historia
El efecto fue descubierto en la década de 1820 por Goldsworthy Gurney, sobre la base de su trabajo con la antorcha oxhídrica, aunque la invención se otorga normalmente a Robert Hare. En 1825, un ingeniero escocés, Thomas Drummond (1797-1840), vio una demostración del efecto de Michael Faraday y se dio cuenta de que esta luz pudo ser útil para la topografía. Drummond construyó una versión operativa en 1826, que a veces en ciertos sitios se denomina "luz de Drummond" en su honor.
La luz de calcio fue utilizada por primera vez en público en el Covent Garden Theatre en Londres en 1837 y gozó de un amplio uso en teatros de todo el mundo entre los años 1860 y 1870. La luces de calcio se utilizaron para poner de relieve los solistas, al igual que hoy se hace con el moderno  spotlight. El limelight fue reemplazado por el arco eléctrico a finales del siglo XIX.